# Cassiope mertensiana
Espèce
Cassiope mertensiana, le Cassiope de Mertens, est une espèce de plantes à fleurs du genre Cassiope et de la famille des Ericaceae. C'est une bruyère que l'on trouve en montagne, à l'ouest de l'Amérique du Nord, dans les étages subalpins de l'Alaska à la Californie. Cette espèce a d'abord été décrite comme Andromeda mertensiana par Bongard (1786-1839) en 1832, avant que certaines espèces du genre Andromeda ne soit rangées dans le nouveau genre Cassiope par David Don (1799-1841) en 1834, et que son frère George Don (1798-1856) ne définisse cette espèce dans ce genre, la même année.
Cette espèce doit son nom au botaniste qui en collecta les premiers spécimens, Karl Heinrich Mertens (1796-1830), fils du botaniste Franz Carl Mertens (1764-1831), qui fit partie de l'expédition autour du monde (1826-1829) du Seniavine, navire russe commandé par le capitaine von Lütke. Ce navire explora notamment les côtes nord-américaines du Pacifique alors en possession de l'Empire russe. Le jeune Mertens fit parvenir les premiers spécimens à Saint-Pétersbourg. 

## Sous-espèces
- Cassiope mertensiana (Bong.) G.Don subsp. mertensiana
- Cassiope mertensiana (Bong.) G.Don subsp. californica Piper 1907[4] (montagnes de Californie)
- Cassiope mertensiana (Bong.) G.Don subsp. gracilis (Piper[4]) C.L.Hitchc. 1959[5] (montagnes de l'Oregon)

## Description
Cassiope mertensiana possède de courtes tiges dressées recouvertes de petites feuilles écaillées de quelques millimètres d'où émergent de minuscules pédoncules portant chacun une fleur solitaire blanche en forme de clochette penchée vers le bas contrastant avec ses bractées de couleur rouge vif.

## Systématique
Le nom scientifique complet (avec auteur) de ce taxon est Cassiope mertensiana (Bong.) D.Don.
L'espèce a été initialement classée dans le genre Andromeda sous le basionyme Andromeda mertensiana Bong..
Cassiope mertensiana a pour synonymes :
- Andromeda cupressina Hook.
- Andromeda mertensiana Bong.
- Cassiope mertensiana (Bong.) G.Don
- Cassiope mertensiana subsp. californica Piper
- Cassiope mertensiana subsp. ciliolata Piper
- Cassiope mertensiana subsp. mertensiana
- Cassiope mertensiana var. mertensiana